# ۲۲۴ (پیش از میلاد)
۲۲۴ (پیش از میلاد) ۲۲۴مین سال قبل از تقویم میلادی است.